# О-Грес (Мічиган)
О-Грес (англ. Au Gres) — місто (англ. city) в США, в окрузі Аренак штату Мічиган. Населення — 945 осіб (2020).

## Географія
О-Грес розташований за координатами 44°2′40″ пн. ш. 83°41′36″ зх. д. / 44.04444° пн. ш. 83.69333° зх. д. (44.044348, -83.693321).  За даними Бюро перепису населення США в 2010 році місто мало площу 6,04 км², з яких 5,78 км² — суходіл та 0,26 км² — водойми.

## Демографія
Згідно з переписом 2010 року, у місті мешкало 889 осіб у 435 домогосподарствах у складі 233 родин. Густота населення становила 147 осіб/км².  Було 598 помешкань (99/км²).
Расовий склад населення:
| - 97,5 % — білих - 0,4 % — корінних американців |

До двох чи більше рас належало 1,9 %. Частка іспаномовних становила 1,9 % від усіх жителів.
За віковим діапазоном населення розподілялося таким чином: 17,9 % — особи молодші 18 років, 56,6 % — особи у віці 18—64 років, 25,5 % — особи у віці 65 років та старші. Медіана віку мешканця становила 49,8 року. На 100 осіб жіночої статі у місті припадало 108,7 чоловіків;  на 100 жінок у віці від 18 років та старших — 105,1 чоловіків також старших 18 років.
Середній дохід на одне домашнє господарство  становив 39 794 долари США (медіана — 26 012), а середній дохід на одну сім'ю — 56 385 доларів (медіана — 45 139). За межею бідності перебувало 26,6 % осіб, у тому числі 40,2 % дітей у віці до 18 років та 4,0 % осіб у віці 65 років та старших.
Цивільне працевлаштоване населення становило 239 осіб. Основні галузі зайнятості: освіта, охорона здоров'я та соціальна допомога — 26,4 %, мистецтво, розваги та відпочинок — 15,1 %, виробництво — 13,0 %.